# باري سباركس
باري سباركس (بالإنجليزية: Barry Sparks)‏ هو موسيقي أمريكي، ولد في 20 يونيو 1968 في لوكاسفيل في الولايات المتحدة.

## وصلات خارجية
- الموقع الرسمي
- باري سباركس على موقع ميوزك برينز (الإنجليزية)
- باري سباركس على موقع ديسكوغز (الإنجليزية)